# Linnaemya lithosiophaga
Linnaemya lithosiophaga är en tvåvingeart som först beskrevs av Camillo Rondani 1859.  Linnaemya lithosiophaga ingår i släktet Linnaemya och familjen parasitflugor. Inga underarter finns listade i Catalogue of Life.